# Eduardo Mario Acevedo
Pour les articles homonymes, voir Acevedo.
Eduardo Mario Acevedo Cardozo, né le 25 septembre 1959 à Montevideo, est un joueur et entraîneur de football uruguayen.
Comme joueur, au poste de défenseur, il compte 42 sélections avec l'équipe nationale d'Uruguay avec laquelle il participe à la Coupe du monde en 1986.

## Biographie
Acevedo commence sa carrière avec le club uruguayen du Defensor SC. Il évolue dans ce club pendant sept saisons, de 1979 à 1986. Il joue six matchs en Copa Libertadores avec cette équipe lors de l'année 1982.
Il est international uruguayen à partir de 1983. Titulaire lors des deux finales face au Brésil, il remporte la Copa América en 1983. Il dispute ensuite la Coupe du monde 1986. Lors du mondial organisé au Mexique, il joue quatre matchs : contre l'Allemagne, le Danemark, l'Écosse, et l'Argentine. L'Uruguay atteint les huitièmes de finale du mondial.
Après la Coupe du monde 1986, il joue pour Deportivo de La Corogne en Espagne, le Tecos UAG au Mexique, et dans le club de Toshiba au Japon. Il dispute cinq matchs en deuxième division espagnole, et 60 matchs en première division mexicaine, pour un but. 
Il termine sa carrière en Uruguay en 1993, en jouant avec le CA Fenix, le CA Rentistas et enfin avec le Sud América.
Il devient entraîneur à partir de 1996. Il remporte notamment le tournoi d'ouverture du championnat d'Uruguay avec le Club Nacional en 2009.